# Brighton Sharbino
Brighton Rose Sharbino (Flower Mound, 19 de agosto de 2002) é uma atriz norte-americana. É mais conhecida por interpretar Lizzie Samuels, na quarta temporada da série The Walking Dead da AMC. Fez o papel de Abby Sciuto como criança (personagem da atriz Pauley Perrette) em NCIS no episódio Hit and Run. Sharbino também fez uma participação especial no quarto episódio da 19ª temporada de Law & Order SVU, que foi ao ar em outubro de 2017.

## Televisão
| Ano         | Nome                | Personagens              | Notas        |
| ----------- | ------------------- | ------------------------ | ------------ |
| 2008        | Friday Night Lights | Every Rose Has Its Thorn | participação |
| 2010        | Hannah Montana      | Cammi                    | 1 episódio   |
| 2011        | The New Normal      | Rita Tanner              | 1 episódio   |
| 2012        | Prime Suspect       | Sarah                    | 1 episódio   |
| 2013        | NCIS                | Abby Sciuto              | 1 episódio   |
| 2014 - 2015 | The Walking Dead    | Lizzie Samuels           | 9 episódios  |
| 2014        | True Detective      | Macie Hart               | 2 episódios  |
| 2014        | Once Upon a Time    | Ingrid (jovem)           | 2 episódios  |

### Cinema
| Ano  | Nome                 | Personagens | Notas |
| ---- | -------------------- | ----------- | ----- |
| 2014 | Cheap Thrills        | Luann       |       |
| 2016 | Miracles from Heaven | Abby Beam   |       |
| 2018 | Hora de Recomeçar    | Faith Jones |       |